# Longridge Head
Das Longridge Head (englisch für Langgratkopf) ist eine Landspitze an der Loubet-Küste des Grahamlands auf der Antarktischen Halbinsel. Sie liegt im Südwesten der Arrowsmith-Halbinsel und markiert am südlichen Ende eines 5 km langen Gebirgskamms die nördliche Begrenzung der Einfahrt zur Whistling Bay.
Teilnehmer der Fünften Französischen Antarktisexpedition (1908–1910) unter der Leitung des Polarforschers Jean-Baptiste Charcot sichteten die Landspitze im Zuge einer Kartierung dieses Gebiets im Jahr 1909. Der Falkland Islands Dependencies Survey verlieh der Landspitze 1948 ihren deskriptiven Namen.